# Казанский государственный энергетический университет
Федеральное государственное бюджетное образовательное учреждение высшего  образования «Казанский государственный энергетический университет» (ФГБОУ ВО «КГЭУ», КГЭУ) (тат. Казан дәүләт энергетика университеты) — государственное высшее учебное заведение, которое является одним из трёх специализированных энергетических вузов в России, расположено в Казани. Университет ведёт подготовку специалистов в области энергетики, а также переподготовку кадров и повышение квалификации.
Университет осуществляет образовательную деятельность по трём формам обучения: очной, очно-заочной (вечерней) и заочной. В вузе установлена многоуровневая система образования. Ведётся подготовка как бакалавров (по 16 направлениям подготовки) и магистров (по 11 направлениям подготовки), так и специалистов (по 32 специальностям). Также осуществляется обучение в аспирантуре и докторантуре, повышение квалификации и стажировка преподавателей вузов и техникумов. В университете организован процесс получения второго высшего образования.
В 2015 году Минобрнауки назвало пять вузов, трудоустройство выпускников которых составило 100% по итогам 2014 года. Это - Московский физико-технический институт, Самарский государственный академический университет имени академика С. П. Королева, Казанский государственный энергетический университет, Смоленская государственная академия физической культуры, спорта и туризма, Брянская государственная сельскохозяйственная академия.

## Названия вуза
- Казанский филиал Московского энергетического института (сокр. КФ МЭИ) (с 18 июля 1968 года — по начало 1999 года)
- Казанский энергетический институт (филиал) Московского энергетического института (технического университета) (начало 1999 года — по 14 сентября 1999 года)
- Казанский государственный энергетический институт (сокр. КГЭИ) (с 14 сентября 1999 года — по 18 октября 2000 года)
- Казанский государственный энергетический университет (сокр. КГЭУ) (с 18 октября 2000 года — по настоящее время)

## Из истории вуза

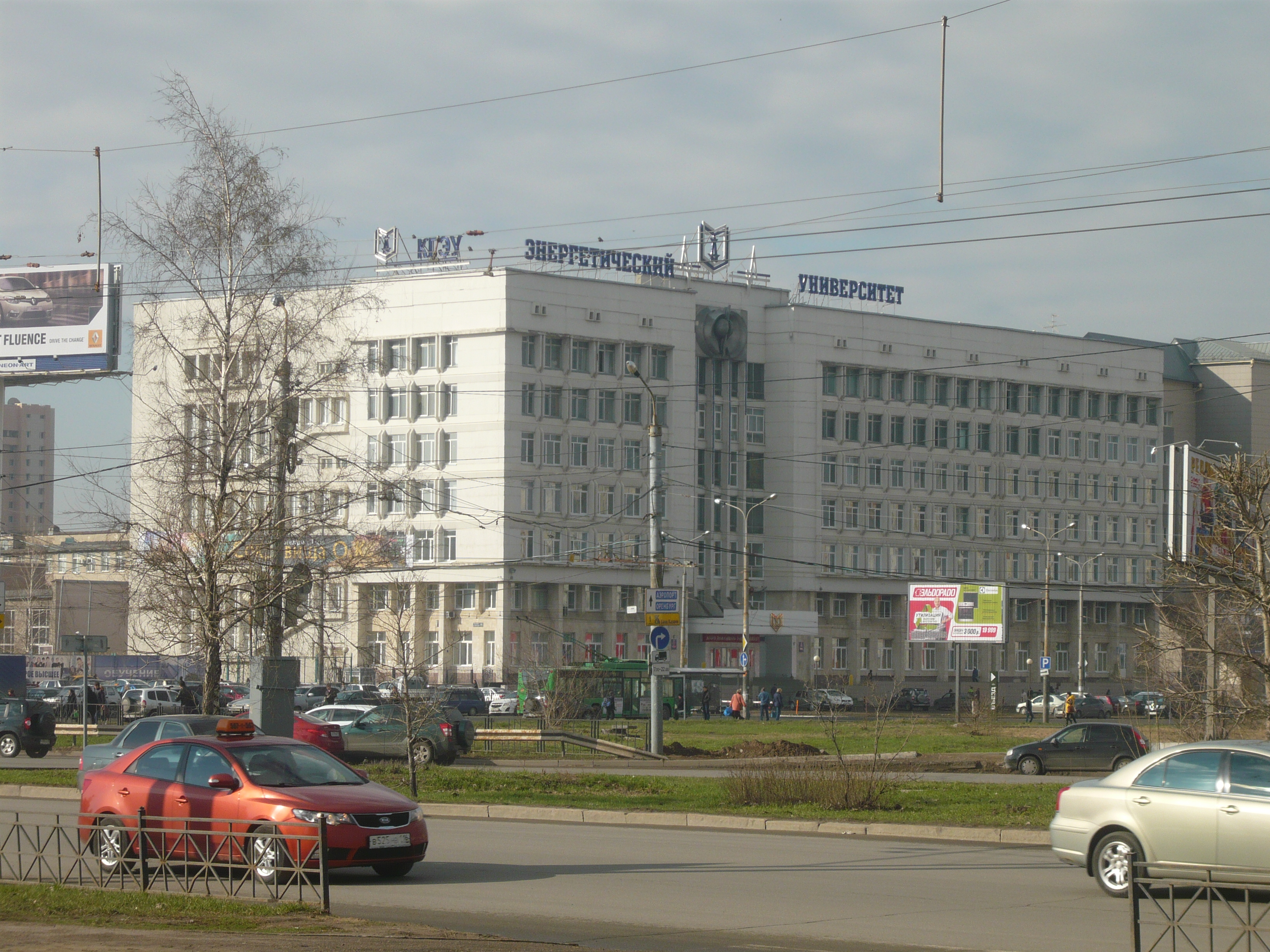
Казанский государственный энергетический университет

Первые попытки создания высшего учебного заведения энергетического профиля в Казани были ещё в 1930 году. Тогда был открыт Казанский энергетический институт (КЭИ), который находился по адресу улица Комлева, дом 6. Первым директором института был А. Г. Ганеев. В первый набор было принято 110 человек. Обучение осуществлялось по двум специальностям: «Промэнергетика» и «Центральная электрическая станция». КЭИ проработал всего пять учебных семестров и был закрыт уже в 1933 году. Но всё же вуз успел сделать несколько выпусков.
В 1960-е годы стала ощущаться нехватка специалистов-энергетиков. И тогда, 18 июля 1968 года, был открыт Казанский филиал Московского энергетического института (КФ МЭИ). Первым ректором (проректором МЭИ по Казанскому филиалу) стал Геннадий Фёдорович Быстрицкий. Первые годы занятия проходили в помещениях общежития «Таттеплоэнергостроя». Уже в сентябре 1968 года началось строительство первых двух корпусов для КФ МЭИ («А» и «Б»). Первый корпус («А») был построен к концу 1970 года. Были официально организованы теплоэнергетический (ТЭФ) и электроэнергетический (ЭЭФ) факультеты. Форма обучения: дневная и вечерняя.
В 1982 году было построено первое общежитие для студентов по адресу улица 2-я Юго-Западная, дом 26. Общежитие было рассчитано на 534 места.
С 1992 года вуз переходит на многоуровневую систему высшего образования. Начинается подготовка бакалавров и магистров.
С 1995 года начинается приём студентов в аспирантуру.
В 2001 году при КГЭУ открывается Малый энергетический колледж.
В 2002 году упраздняется отдел аспирантуры, и открывается отдел аспирантуры и докторантуры. Начинается приём в докторантуру.
В 2010 году было открыто второе общежитие для студентов, расположенное рядом с первым общежитием.
В 2011 году университет получил статус Федерального государственного бюджетного образовательного учреждения высшего профессионального образования и новую бессрочную лицензию на право оказания образовательной деятельности.
Университет оснащён современной информационно-вычислительной сетью, которая используется для учебного процесса и научных исследований.

## Издания
В вузе имеется собственный издательско-полиграфический комплекс, который занимается выпуском книг, учебно-методической литературы, журналов («Вестник Казанского государственного энергетического университета», «Известия высших учебных заведений. Проблемы энергетики». Также собственные газеты для студентов выпускает профком студентов и аспирантов («Вестник общественности», «ITEm»), деканат ИЭЭ («Молния»). Библиотека КГЭУ располагает несколькими читальными залами и обладает наиболее полным фондом литературы в области энергетики.

## Ректоры
Проректоры МЭИ по Казанскому филиалу:
- Геннадий Фёдорович Быстрицкий — кандидат технических наук, доцент (18 июля 1968 года — 1971 год)
- Алексей Николаевич Барсуков — кандидат технических наук, доцент (1971 год — 1976 год)
- Форель Закирович Тинчурин[6] — кандидат технических наук, доцент (1976 год — 1985 год)

Директора КФ МЭИ:
- Форель Закирович Тинчурин — кандидат технических наук, доцент (1985 год — 1994 год)
- Юрий Гаязович Назмеев — доктор технических наук, профессор (10 января 1994 года — 1999 год)

Ректоры КГЭИ:
- Юрий Гаязович Назмеев — доктор технических наук, профессор (27 августа 1999 года — 18 октября 2000 года)

Ректоры КГЭУ:
- Юрий Гаязович Назмеев — доктор технических наук, профессор (18 октября 2000 года — 2003 год)
- Юрий Яковлевич Петрушенко — доктор физико-математических наук, профессор (26 декабря 2003 года — 21 ноября 2011)[7]
- Эдвард Юнусович Абдуллазянов[8] (6 июня 2012 года — нынешнее время)

## Результаты мониторинга ВУЗов в 2012 году
2 ноября 2012 года Министерство образования и науки РФ в результате мониторинга деятельности Высших Учебных Заведений опубликовало на своём сайте список неэффективных ВУЗов России. В список таких ВУЗов попал и Казанский Государственный Энергетический Университет.
В декабре Министерство образования и науки РФ опубликовало новый список. В этом списке КГЭУ попал во вторую категорию: ВУЗ является необходимым, но требуется оптимизация.
Позже Эдвард Юнусович Абдуллазянов заявил что ВУЗ не будет реорганизован, а будет оптимизирован.

## Факультеты

### Очная форма обучения
Институт теплоэнергетики (ИТЭ)
Образован в 2003 году после переименования Теплоэнергетического факультета решением Учёного совета. В его состав входят 9 кафедр, обучается около 2 тысяч студентов. 
 Директора института: О. П. Шинкевич (2003—2004), Ф. Г. Халитов (2004—2010), Н. Д. Чичирова (2010—2019), А. И. Ляпин (2019 – по настоящее время).
Институт электроэнергетики и электроники (ИЭЭ)
Образован в 2004 году на базе Электроэнергетического факультета и Факультета электронной техники и автоматизации. В настоящее время является самым большим структурным подразделением вуза. В его состав входят 13 кафедр, где обучается более 2,5 тысяч студентов. 
 Директор института: В. Л. Матухин (2004—2010), В. К. Козлов (2010—2014), И. В. Ившин (2014 – 2022), Р. В. Ахметова (2022 - по настоящее время).
Институт цифровых технологий и экономики (ИЦТЭ)
Образован в январе 2013 года на базе Института экономики и социальных технологий и кафедр по направлениям информационных технологий, как Институт экономики и информационных технологий. В декабре 2017 года был переименован в Институт цифровых технологий и экономики. В его состав входят 12 кафедр, где обучается около 2 тысячи студентов. 
 Директор института: Ю. Н. Смирнов (2013–2018), И. Г. Ахметова (2018–2019), Ю. В. Торкунова (2019 — по настоящее время).

### Послевузовское дополнительное образование
Институт дополнительного профессионального образования (ИДПО)
Образован на базе Факультета повышения квалификации преподавателей (ФКПК) и Факультета дополнительного образования (ФДО). Включает в себя повышение квалификации, профессиональную переподготовку, профессиональное обучение. В состав ИДПО также входит Центр подготовки водителей.

### Упразднённые факультеты
Теплоэнергетический факультет (ТЭФ)
Утверждён 26 июля 1972 года приказом Минвуза СССР, хотя фактически начал работу ещё в 1971 году. Один из первых факультетов вуза. В начале на факультете обучались студенты как дневной, так и вечерней формы обучения (до 1989 года). В 2003 году факультет решением Учёного совета университета преобразован в Институт теплоэнергетики. 
 Деканы факультета: В. Н. Леонтьевский (1971—1975), Р. В. Челноков (1975—1985), Э. А. Петров (1985), В. М. Космин (1985—1987), Ю. Г. Назмеев (1987—1992), А. И. Степанова (1992—2000), О. П. Шинкевич (2000—2003).
Электроэнергетический факультет (ЭЭФ)
Организован 26 июля 1972 года, хотя фактически начал работу ещё в 1971 году. Один из первых факультетов вуза. До 1989 года на факультете обучались студенты как дневной, так и вечерней формы обучения. В 2004 году на базе факультета и при объединении с Факультетом электронной техники и автоматизации был образован Институт электроэнергетики и электроники. 
 Деканы факультета: В. К. Михайлов (1972—1974), Г. И. Дружинин (1974—1976), В. К. Кукушкин (1976—1983), Е. К. Жигалко (1983—1990), В. А. Белавин (1990—1995), Р. С. Абдрахманов (1995—2004).
Факультет вечернего и заочного обучения (ВЗФ)
Организован в 1989 году. 21 июля 1999 года разделён на два самостоятельных факультета: Вечерний теплоэнергетический факультет и Вечерний электроэнергетический факультет. 
 Деканы факультета: А. Г. Шайхутдинов (1988—1994), Г. С. Клетнёв (1994—1997), Э. А. Петров (1997—1998), Н. Д. Чичирова (1998—1999).
Факультет электронной техники и автоматизации (ЭТАФ)
Организован в 1994 году. Упразднён в 2004 году, войдя в состав Института электроэнергетики и электроники. 
 Деканы факультета: В. А. Голенищев-Кутузов (1994—1996), В. Л. Матухин (1996—2003).
Факультет энергоснабжения
Организован в 1995 году. Упразднён 1 июня 2004 года, и на его базе открыт Факультет энергомашиностроения. 
 Деканы факультета: В. А. Белавин (1995—1996), Р. Г. Идиятуллин (1996—1999), С. Р. Сидоренко (1999—2004).
Инженерно-экономический факультет (ИЭФ)
Создан 19 декабря 1997 года. Из его состава 17 июля 2003 года выделяется Гуманитарный факультет. Упразднён 1 июня 2004 года, и на его базе организован Институт экономики и социальных технологий. 
 Деканы факультета: Н. М. Мухарямов (1997—2003), Я. Д. Золотоносов (2003—2004).
Гуманитарный факультет (ГФ)
Образован 17 июля 2003 года, выйдя из состава Инженерно-экономического факультета. Упразднён 1 июня 2004 года, и на его базе организован Институт экономики и социальных технологий. 
 Декан факультета: Ф. М. Нуриахметова (2003—2004).
Факультет заочного обучения (ФЗ)
Образован 3 мая 2000 года. С 2004 года осуществляется подготовка специалистов в сокращённые сроки. На факультете ведётся подготовка по 13 специальностям, и обучается более 2,7 тысяч студентов (в том числе более 500 студентов с сокращённым сроком обучения). Первый выпуск на факультете состоялся в 2006 году. 
 Деканы факультета: В. К. Ильин (2000—2005), А. М. Гусячкин (2005–?), Т. И. Афанасьева (2014 по н.в.).
Факультет повышения квалификации преподавателей (ФПКП)
Создан приказом Министра образования РФ № 1432 от 15 апреля 2002 года. На факультете осуществляется повышение квалификации преподавателей высших и средних специальных учебных заведений в области научно-профессиональных знаний. Ведётся подготовка по 4 направлениям: «Теплоэнергетика», «Электроэнергетика», «Современные технологии обучения» и «Информатика и вычислительная техника». 
 Декан факультета: А. Г. Фролов (2002 — по настоящее время).
Факультет дополнительного образования (ФДО)

## Кафедры

### Институт электроэнергетики и электроники
- Кафедра «Физика» (1968 год)
- Кафедра «Теоретические основы электротехники» (ТОЭ) (1968 год)
- Кафедра «Электрические станции» им. В. К. Шибанова (ЭС) (1973 год)
- Кафедра «Электроснабжение промышленных предприятий» (ЭПП) (1978 год)
- Кафедра «Промышленная электроника и светотехника» (ПЭС) (1981 год)
- Кафедра «Электроэнергетические системы и сети» (ЭСиС) (1995 год)
- Кафедра «Инженерная экология и рациональное природопользование» (ИЭР) (1996 год)
- Кафедра «Безопасность жизнедеятельности» (БЖД) (1998 год)
- Кафедра «Химия» (1998 год)
- Кафедра «Материаловедение и технология материалов» (МВТМ) (2001 год)
- Кафедра «Релейная защиты и автоматизация электроэнергетических систем» (РЗА) (2005 год)
- Кафедра «Электрооборудование и электрохозяйство предприятий, организаций и учреждений» (ЭХП) (2005 год)
- Кафедра «Электротехнические комплексы и системы» (ЭТКС) (2015 год)
- Кафедра «Возобновляемые источники энергии» (ВИЭ) (2017 год)

### Институт теплоэнергетики
- Кафедра «Тепловые электрические станции» (ТЭС) (1969 год)
- Кафедра «Промышленная теплоэнергетика и системы теплоснабжения» (ПТЭ) (1976 год)
- Кафедра «Теоретические основы теплотехники» (ТОТ) (1992 год)
- Кафедра «Энергообеспечение предприятий и энергоресурсосберегающих технологий» (ЭЭ) (1996 год)
- Кафедра «Технология воды и топлива» (ТВТ) (1998 год)
- Кафедра «Энергетическое машиностроение» (ЭМС) (1998 год)
- Кафедра «Автоматизация технологических процессов и производств» (АТПП) (2000 год)
- Кафедра «Водные биоресурсы и аквакультура» (ВБА) (2006 год)

### Институт цифровых технологий и экономики
- Кафедра «Иностранные языки» (ИЯ) (1968 год)
- Кафедра «Высшая математика» (ВМ) (1968 год)
- Кафедра «Инженерная графика» (ИГ) (1969 год)
- Кафедра «Социология, политология и право» (1973 год)
- Кафедра «Физическое воспитание» (ФВ) (1973 год)
- Кафедра «Экономика и организация производства» (ЭОП) (1981 год)
- Кафедра «Информатика и информационно-управляющие системы» (ИИУС) (1988 год)
- Кафедра «Менеджмент» (1995 год)
- Кафедра «Философия и медиакоммуникации» (1995 год)
- Кафедра «Инженерная кибернетика» (ИК) (1996 год)
- Кафедра «История и педагогика» (ИиП) (2002 год)
- Кафедра «Приборостроение и мехатроника» (ПМ)

## Корпуса

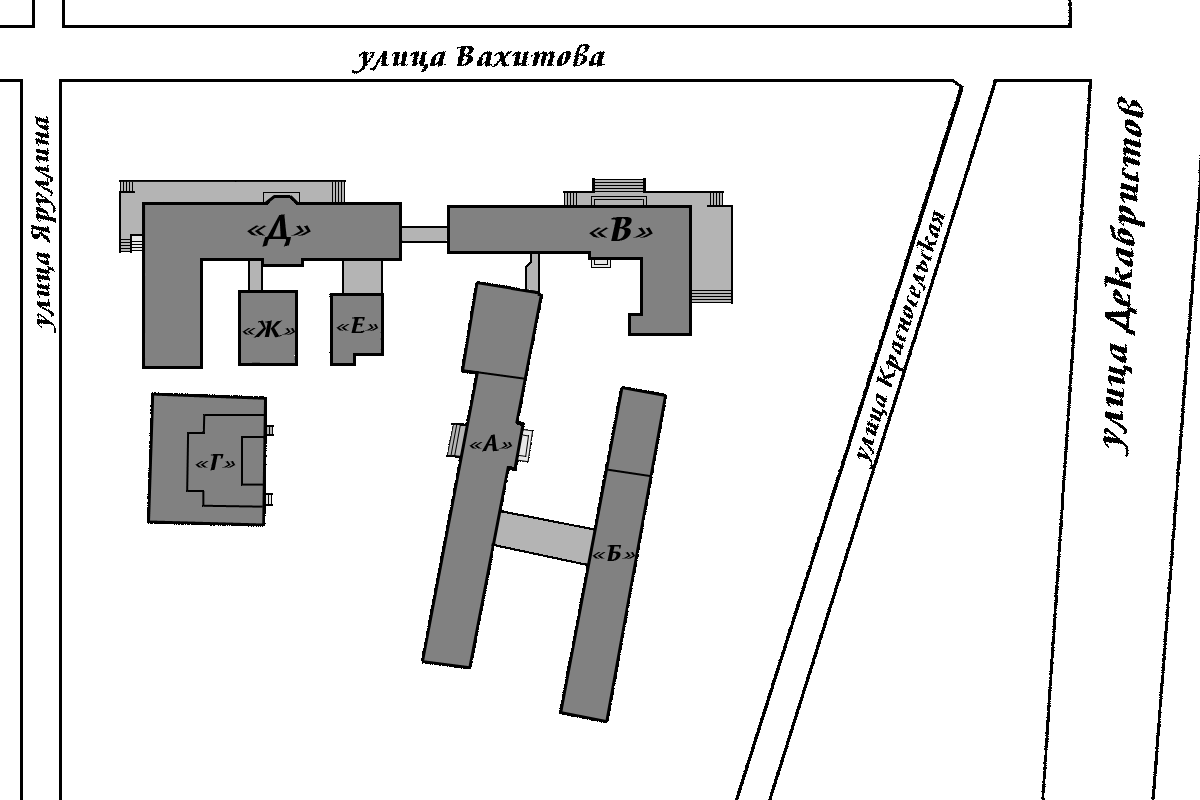
План расположения корпусов КГЭУ (масштаб 1:1200)

### Учебно-лабораторный корпус «А»
Построен в конце 1970 года. Корпус имеет 4 этажа. В нём кроме учебных и лабораторных аудиторий расположены актовый зал, библиотека и столовая. Переходами соединён с корпусами «Б» (1-й этаж) и «В» (2-й этаж).

### Учебно-лабораторный корпус «Б»
Построен в 1972 году. Корпус имеет 3 этажа. В нём кроме учебных и лабораторных аудиторий расположен спортивный зал. Соединён переходом с корпусом «А» (1-й этаж).

### Учебно-лабораторный корпус «В»
Главный корпус.
Построен в 1988 году. Корпус имеет 7 этажей. В нём располагаются учебные и лабораторные аудитории, большие лекционные аудитории, библиотека, читальный зал, центр довузовского образования. Соединён переходами с корпусами «А» (2-й этаж) и «Д» (c 3-й по 7-й этаж)

### Учебно-лабораторный корпус «Г» (Технопарк КГЭУ)
Построен в 1999 году. Корпус имеет 4 этажа. В нём расположены учебные аудитории и лаборатории.
20 сентября 2018 года, в день празднования 50-летнего юбилея КГЭУ, был открыт технопарк КГЭУ. В структуру технопарка КГЭУ входят учебный класс «ElektroSkills», центр управления учебным полигоном «Подстанция 110/10 кВ», учебные классы «Evan Nibe» и «Danfoss», инжиниринговый центр. Соединен переходом с корпусом "Д".

### Учебно-лабораторный корпус «Д»
Построен в 2005 году. Корпус имеет 7 этажей. В нём располагаются учебные и лабораторные аудитории, большие лекционные аудитории, библиотека и читальный зал, а также ректорат. Соединён переходом с корпусом «В» (с 3-го по 7-й этажи).

### Учебно-лабораторный корпус «Е»
Построен в 2006 году, официально открыт 3 июля 2008 года.

### Учебно-лабораторный корпус «Ж»
Центр обучения «КГЭУ — Шнейдер Электрик — Татэнерго».
В нём расположен центр обучения «КГЭУ — Шнейдер Электрик — Татэнерго». В этом центре проводятся курсы повышения квалицикации и профессиональной переподготовки специалистов-энергетиков.
Построен в 2007 году.

## Международная деятельность
С 1993 года в КГЭУ функционирует управление по международным делам. В вузе на различных курсах и специальностях обучаются иностранные студенты, аспиранты и стажеры из 23 стран дальнего зарубежья и 5 стран ближнего зарубежья.
Также университет сотрудничает с зарубежными вузами. В настоящее время действуют соглашения КГЭУ с университетами Германии, Турции, Австралии, Италии, Японии, Китая, США, Канады, Франции.
Кроме того, вуз сотрудничает с международными компаниями по производству энергетического оборудования в сфере строительства учебных центров. Среди них: немецкая фирма «Siemens», американская «IBM», французские «Danfos» и «Schneider Electric».

## Академический городок КГЭУ
Казанский государственный энергетический университет в своей перспективе планирует построить крупнейший в Поволжье Академический городок.
В состав академического городка должны войти:
- учебно-лабораторные корпуса,
- спортивно-развлекательный комплекс с офисами и библиотекой,
- спортивные площадки,
- прогулочная аллея «славы» и исторический музей под открытым небом,
- 9-этажное общежитие для студентов,
- 16-этажный жилой дом для преподавателей,
- парк,
- парковки;